# 10204 Turing
A 10204 Turing (ideiglenes jelöléssel 1997 PK1) a Naprendszer kisbolygóövében található aszteroida. Paul G. Comba fedezte fel 1997. augusztus 1-jén.